# Нові ліві (Японія)
До Нових лівих (яп. 新左翼, латиніз.: shin-sayoku) у Японії зараховують різноманітні ліві рухи 1960-х років, які, подібно до західних «нових лівих», посіли радикальнішу політичну позицію у порівнянні зі «старими лівими» (до яких у Японії належали Комуністична партія та Соціалістична партія). Японський рух Нових лівих виник напередодні Анпо-протестів 1960 року, проти американо-японського договору про співпрацю. Рух зростав і диверсифікувався, досягши свого піка у студентській ініціативі Дзенкьотто, яка була причетна до окупації десятків японських університетів у 1968–1969 рр. Як і їхні колеги на Заході, у 1970-х роках японські Нові ліві зазнали значних внутрішніх розколів, що зрештою призвело до послаблення руху.

## Зачатки руху

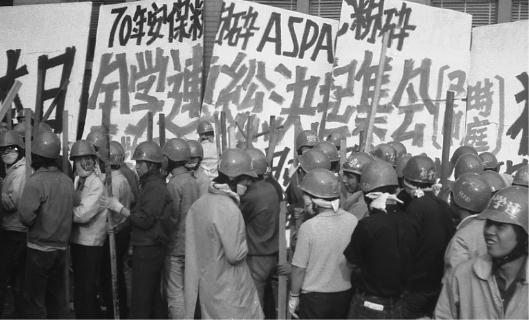
Протести студентського об'єднання «Дзенґакурен» у Токіо, 1968

З 1948 року в Японії існував потужний централізований студентський рух. Він виник завдяки створенню в тому ж році «Дзенґакурену» (або ж «Всеяпонської федерації спілок студентського самоврядування»). Напочатку «Дзенґакурен» залишався під сильним впливом Комуністичної партії Японії (КПЯ), оскільки був заснований на вимогу і за сприяння КПЯ. Однак 1950 року, у відповідь на критику з боку Йосипа Сталіна, КПЯ взяла курс на негайну насильницьку комуністичну революцію в Японії, наказавши студентським активістам вирушити в гори «для формування партизанських загонів». Це рішення стало провальним для Компартії Японії, яка зрештою до 1955 року змінила свою позицію, заперечуючи насильство та частково покладаючи вину за нього на саме студентство. Цей різкий поворот розлютив багатьох студентів, які почали ставити собі питання, чи слід їм продовжувати дотримуватися наказів КПЯ.
Ще один удар був завданий у лютому 1956 року, коли Микита Хрущов таємно засудив сталінізм у своїй доповіді «Про культ особи та його наслідки». Ця доповідь не була висвітлена в офіційних партійних органах, тому Комуністична партія Японії, що тоді стояла на сталіністських позиціях, ніяк не відреагувала. Але копії цієї «секретної промови» поширилися по всьому світу і вплинули на пов'язані з комуністами молодіжні та студентські організації. Восени 1956 року радянська армія жорстко придушила Угорську революцію, посіявши подальше збентеження і розчарування у світовому комуністичному русі.
Під впливом цих подій, студенти-дисиденти з КПЯ, під проводом харизматичного напівсліпого філософа Канічі Куроди, створили троцькістську «Революційно-комуністичну лігу». Потім, у грудні 1958 року, інша група троцькістських дисидентів відокремилася від КПЯ і сформувала «Комуністичну лігу», відомішу під неофіційною назвою «Бунд» (яп. ブント, латиніз.: Bunto). У наступні роки ці дві групи розглядатимуться як ранні передвісники нових лівих у Японії.

### Виноски
1. ↑  Kapur, 2018, с. 144—145.
2. ↑  Kapur, 2018, с. 145.
3. ↑  Kapur, 2018, с. 128.
4. ↑  Kapur, 2022, с. 6.
5. ↑  Kapur, 2018, с. 128—129.
6. ↑  Kapur, 2022, с. 7.
7. ↑  Kapur, 2018, с. 13, 146.
8. 1 2  Kapur, 2018, с. 146.
9. ↑  Kapur, 2018, с. 152—153.